# Ostorhinchus
Ostorhinchus és un gènere de peixos pertanyent a la família dels apogònids.

## Taxonomia
- Ostorhinchus leslie (Schulz & Randall, 2007)[2]
- Ostorhinchus luteus (Randall & Kulbicki, 1998)[3][4][5][6][7]